# Буковий ліс (пам'ятка природи)
Бу́ковий ліс — ботанічна пам'ятка природи місцевого значення в Україні. Розташована на території Дзвониської сільської ради Тиврівського району Вінницької області (Тиврівське лісництво, кв. 50, діл. 2). 
Площа 0,7 га. Оголошений відповідно до Рішення Вінницького облвиконкому від 29.08.1984 року. № 371. Перебуває у віданні ДП «Вінлісгосп». 
Охороняється штучно створене продуктивне лісонасадження з участю бука європейського віком близько 70 років.